# امیل برلینر
امیل برلینر (به انگلیسی: Emile Berliner) (۲۰ مه ۱۸۵۱ - ۳ اوت ۱۹۲۹) مخترع آمریکایی آلمانی الاصل بود. صفحه گرامافون یکی از اختراعات او بود.

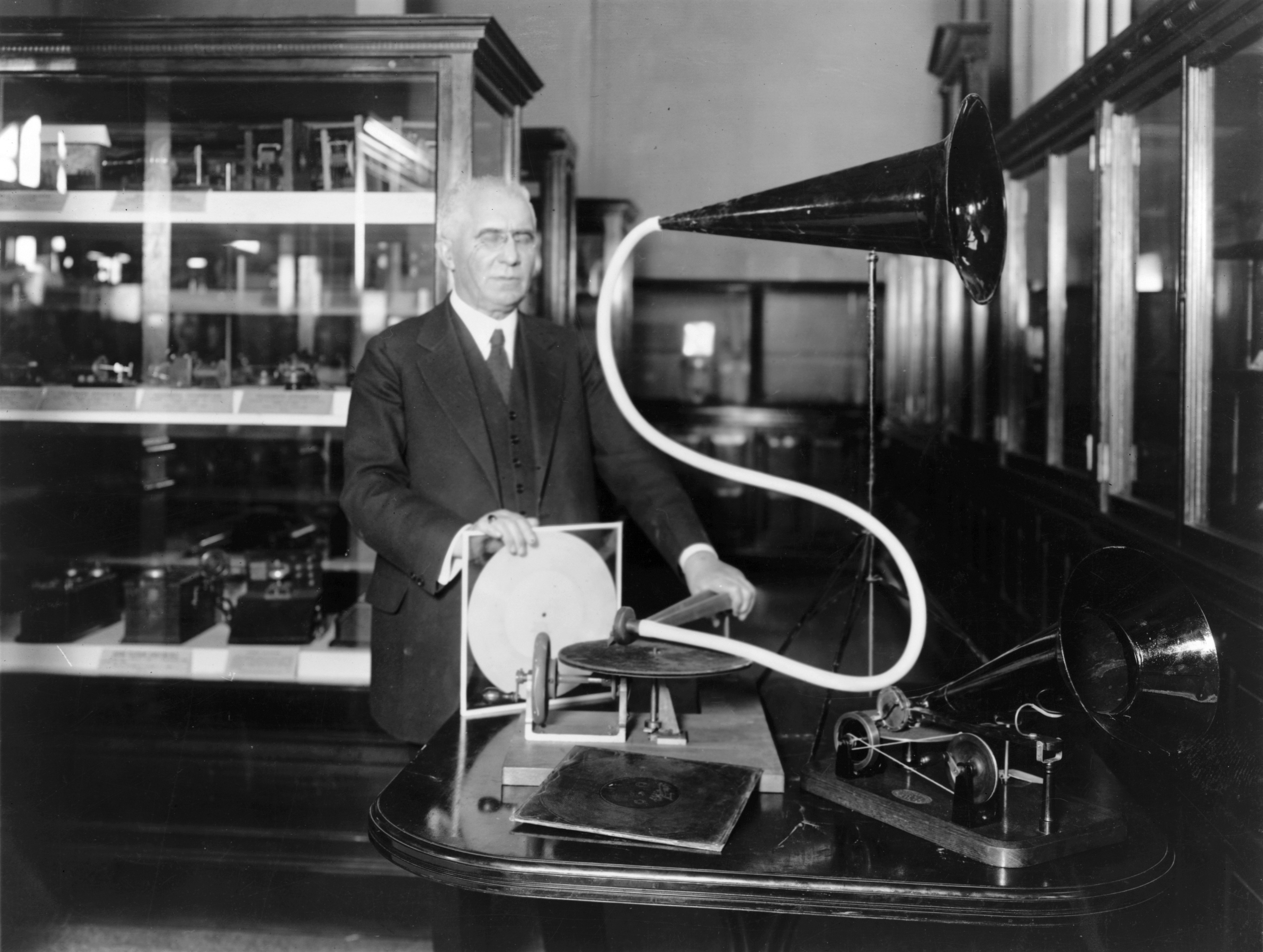
امیل برلینر با گرامافون ضبط دیسکی. او برای اولین بار در سال ۱۸۸۹ صفحه دیسکی را به بازار عرضه کرد.

امیل برلینر شرکت گرامافون برلینر را در سال ۱۸۹۵ تأسیس کرد و در سال ۱۸۹۷ گرامافون کمپانی را در لندن و در سال ۱۸۹۸ دویچه گرامافون را در هانوفر، آلمان راه‌اندازی کرد، و شرکت برلینر گرام-او-فن کانادا را در مونترال در سال ۱۸۹۹ تأسیس کرد که در سال ۱۹۰۴ اجاره داده شد.
برلینر در سال ۱۸۹۷ از سوی مؤسسه فرانکلین مفتخر به مدال جان اسکات شد و پس از آن در سال ۱۹۱۳ مدال الیوت کرسون را دریافت کرد و بعد از آن در سال ۱۹۲۹ مدال فرانکلین به او اهدا شد.
امیل برلینر در سن ۷۸ سالگی در اثر حمله قلبی درگذشت. او در گورستان راک کریک در واشنگتن، دی. سی. در کنار همسر و یک پسرش به خاک سپرده شد.
در ۱۶۰مین سالگرد تولد امیل برلینر گوگل به احترام او گوگل دودل را تغییر داد.

## اوایل زندگی
برلینر در سال ۱۸۵۱ در هانوفر آلمان در یک خانواده‌ی بازرگانِ یهودی متولد شد. گرچه یهودی بزرگ شد، اما بعدها آگنوستیک شد. او کارآموزی را به اتمام رساند تا مطابقِ سنتِ خانواده، تاجر شود. درحالی که سرگرمی واقعی او اختراع بود، او به عنوان یک حسابدار کار کرد تا اهدافش را برآورده سازد. برای جلوگیری از این‌که از جنگ فرانسه و پروس سرباز نگیرید، برلینر در سال ۱۸۷۰ به همراه یکی از دوستانِ پدرش که در مغازه‌ای در واشنگتن D.C کار می‌کرد به یکی از ایالات متحده مهاجرت کرد. وی به نیویورک نقل مکان کرد و با کار موقتی از قبیل روزنامه فروشی و تمیز کردن بطری‌ها گذران زندگی می‌کرد، وی شبانه در موسسه کوپر به تحصیل فیزیک پرداخت. [5]